# Lagrime di San Pietro
Lagrime di San Pietro è un ciclo di 20 madrigali e di un mottetto conclusivo scritto del compositore Orlando di Lasso. Esso è strutturato in tre sequenze di sette composizioni per ciascuna sequenza, ed è scritto per sette voci. Lagrime di San Pietro fu l'ultima opera di Lasso, composta nel 1594 e pubblicata postuma a Monaco di Baviera nel 1595. Lasso la dedicò a Papa Clemente VIII il 24 maggio 1594, appena tre settimane prima della sua morte.

## Contenuto
Lagrime è composta su venti poesie di Luigi Tansillo (1510–1568) raffiguranti le fasi del dolore provato da San Pietro dopo il suo rifiuto di Cristo, e la sua memoria di ammonimento di Cristo (Matteo 26:69-75). La composizione di Lasso è scritta per sette voci, e il simbolismo numerico gioca un ruolo globale: le sette voci rappresentano i sette dolori della Vergine Maria, inoltre molti dei madrigali sono in sette sezioni. Il numero totale di pezzi è di 21, che rappresenta sette volte il numero dei membri della Trinità.
Inoltre, Lasso impiegò soltanto sette degli otto modi gregoriani (dal I al VII), lasciando inutilizzato l'VIII modo. I madrigali sono raggruppati per modi successivi, con i madrigali numerati da 1 a 4 scritti nel modo I, da 5 a 8 nel modo II, da 9 a 12 nei modi III e IV, dal 13 al 15 nel modo V, dal 16 al 18 nel modo VI, dal 19 al 20 nel modo VII, ed il mottetto conclusivo nel tonus perigrinus, completamente al di fuori dello schema rinascimentale degli otto modi gregoriani. Secondo David Crook, nel suo libro del 1994, Lassus Magnificat settings:
"L'assenza del modo VIII e quindi la rappresentazione incompleta degli otto modi del sistema nei primi venti madrigali, rispecchiano le parole di san Pietro e simboleggiano tutto ciò che è imperfetto nel mondo, così come è certo che l'adozione di un altro tono al di fuori del sistema per le parole di Cristo nel latino envoi serve come simbolo per l'altro mondo a venire".
Musicalmente le Lagrime sono una summa dello stile di Lasso lungo l'intera sua carriera, ed egli le dedicò a se stesso. Nel ciclo utilizza tecniche imparate agli inizi della sua carriera di compositore di madrigali profani; cromatismo collegato al suo primo capolavoro di musica reservata, Prophetiae Sibyllarum ed il conciso, raffinato, quasi austero linguaggio che egli sviluppò alla fine della sua carriera, collegato allo stile del Palestrina, nel quale non vi sono note superflue. La musica segue i testi in maniera sillabica, con grande attenzione alla dizione, e contiene pause laddove chi parla deve prender fiato; sono composizioni senza ripetizioni o ridondanze.
Il pezzo finale non è un madrigale, ma piuttosto un mottetto in latino: Vide homo, quae pro te patior (Ecco, uomo, come soffro per te). Qui, Cristo crocefisso parla in prima persona, e parlando in prima persona, affronta il tradimento di Pietro e in effetti il peccato di tutta l'umanità.
Lagrime di San Pietro è probabilmente il più famoso ciclo di madrigali spirituali mai scritto. Anche se i madrigali sacri erano un piccolo sottoinsieme della produzione totale di madrigali, questo gruppo di Lasso è spesso considerato dagli studiosi come una delle più alti vette della polifonia del Rinascimento, ed è apparso alla fine di un'epoca: entro 10 anni dalla sua composizione, il tradizionale stile antico era stato soppiantato dalle prime forme barocche come la monodia e il concerto sacro per poche voci e basso continuo. Del lavoro, il musicologo Alfred Einstein ha scritto nella sua opera del 1949, The Italian Madrigal: "è ... una controparte spirituale ai cicli dei grandi poemi epici dell'Ariosto e del Tasso, il lavoro di un vecchio, paragonabile nella sua arte, le sue dimensioni, la sua ascesi, solo all'Offerta musicale e a L'arte della fuga".